# Deoli
Deoli là một thành phố và là nơi đặt hội đồng đô thị (municipal council) của quận Wardha thuộc bang Maharashtra, Ấn Độ.

## Địa lý
Deoli có vị trí 20°40′B 78°29′Đ / 20,67°B 78,48°Đ Nó có độ cao trung bình là 262 mét (859 feet).

## Nhân khẩu
Theo điều tra dân số năm 2001 của Ấn Độ, Deoli có dân số 15.875 người. Phái nam chiếm 51% tổng số dân và phái nữ chiếm 49%. Deoli có tỷ lệ 72% biết đọc biết viết, cao hơn tỷ lệ trung bình toàn quốc là 59,5%: tỷ lệ cho phái nam là 78%, và tỷ lệ cho phái nữ là 65%. Tại Deoli, 12% dân số nhỏ hơn 6 tuổi.